# Приче о планинским духовима
Приче о планинским духовима (јап. 山怪談, Yama Kaidan) манга је антологија чије је приче написао Џунпеј Азуми, а илустровали Џунџи Ито, Даисуке Имај, Акеми Инокава, Мимика Ито и Акихито Јошитоми. Индивидуална поглавља објављивала су се од 24. септембра 2014. до 24. марта 2017. у манга ревији Hontō ni Atta Kowai Hanashi, да би 7. марта 2018. године била обједињена у један том.
У Србији, издавачка кућа Дарквуд превела је мангу 19. фебруара 2024.

## Радња
Свака прича прати различите планинаре и њихова бизарна, често изопачена искуства.

## Списак поглавља
| Бр.                                                                         | Првобитни датум издања | Првобитни         | Датум издања на српском | на српском        |
| --------------------------------------------------------------------------- | ---------------------- | ----------------- | ----------------------- | ----------------- |
| 1                                                                           | 7. март 2018.          | 978-4-02-275838-5 | 19. фебруар 2024.       | 978-86-6163-657-8 |
| \| - Прва прича - Друга прича - Трећа прича - Четврта прича - Пета прича \| |                        |                   |                         |                   |
| - Прва прича - Друга прича - Трећа прича - Четврта прича - Пета прича       |                        |                   |                         |                   |